# Руська Журавка
Русская Журавка (рос. Русская Журавка) — село у Верхньомамонському районі Воронезької області Російської Федерації.
Населення становить 1423 особи. Входить до складу муніципального утворення Русько-Журавське сільське поселення.

## Історія
Населений пункт розташований у межах українського історико-культурного регіону Східної Слобожанщини. До Перших визвольних змагань належав до Воронезької губернії.
Від 1928 року належить до Верхньомамонського району, спочатку в складі Центрально-Чорноземної області, а від 1934 року — Воронезької області.
Згідно із законом від 15 жовтня 2004 року входить до складу муніципального утворення Русько-Журавське сільське поселення.

## Населення
| 2010  | 2012  | 2013  | 2014  | 2015  | 2016  | 2017  |
| ----- | ----- | ----- | ----- | ----- | ----- | ----- |
| 1779  | ↘1725 | ↘1670 | ↘1632 | ↘1561 | ↘1494 | ↘1449 |
| 2018  |       |       |       |       |       |       |
| ↘1423 |       |       |       |       |       |       |